# Lionel Roux
Lionel Roux (* 12. April 1973 in Lyon) ist ein ehemaliger französischer Tennisspieler.

## Karriere
Roux trat 1990 beim Juniorenturnier der US Open an, schied jedoch in der ersten Runde gegen Andrea Gaudenzi aus. Im darauf folgenden Jahr wurde er nationaler französischer Jugendmeister. In seiner Karriere stand er zweimal im Finale eines Turniers der ATP World Tour. Er unterlag 1994 in Osaka klar gegen Pete Sampras sowie 1997 in Tokio in drei Sätzen gegen Richard Krajicek. Auf der ATP Challenger Tour feierte er zwei Einzeltitel, 1991 in Singapur sowie 2002 in Cherbourg. Die höchsten Notierungen in der ATP-Weltrangliste erreichte er 1995 mit Platz 48 im Einzel sowie 1996 mit Position 246 im Doppel.
Sein bestes Einzelergebnis bei einem Grand-Slam-Turnier war das Erreichen des Achtelfinales der Australian Open 1998. Nach Siegen über Tomas Nydahl, Jan Apell und Karim Alami unterlag er in vier Sätzen dem späteren Finalisten Marcelo Ríos. In der Doppel- und Mixed-Konkurrenz erhielt er bei den French Open jeweils eine Wildcard, kam jedoch nie über die erste Runde hinaus.
Roux spielte 1997 eine Einzelpartie für die französische Davis-Cup-Mannschaft. In der entscheidenden letzten Begegnung in der Qualifikationsrunde zur Weltgruppe in Belgien verlor er seine Partie gegen Christophe van Garsse in vier Sätzen. Zuvor hatten Fabrice Santoro und Cédric Pioline jeweils ihr Einzel verloren und wurden von Teamchef Yannick Noah nicht mehr für das Einzel berücksichtigt. Guillaume Raoux hatte Frankreich durch seine Siege im Doppel mit Santoro und im Einzel gegen Filip Dewulf ins Spiel zurückgebracht.

## Erfolge
| Legende                       |
| Grand Slam                    |
| Tennis Masters Cup            |
| ATP Masters Series            |
| ATP International Series Gold |
| ATP International Series (2)  |

### Einzel

#### Finalteilnahmen
| Nr. | Datum | Turnier | Belag     | Finalgegner      | Ergebnis      |
| --- | ----- | ------- | --------- | ---------------- | ------------- |
| 1.  | 1994  | Osaka   | Hartplatz | Pete Sampras     | 2:6 2:6       |
| 2.  | 1997  | Tokio   | Hartplatz | Richard Krajicek | 2:6, 6:3, 1:6 |